# The Doors – Music from the Original Motion Picture
The Doors — Music From the Original Motion Picture (с англ. — «Дорз — музыка из кинофильма») — сборник песен из фильма режиссёра Оливера Стоуна «Дорз», выпущенный в мае 1991 года.
Большинство композиций представленных в сборнике - это песни «The Doors» причём не только песни, но и стихи Моррисона, которые были изданы уже после его смерти в альбоме An American Prayer.
Во время съёмок фильма, исполнитель главной роли Вэл Килмер, исполнявшй роль Моррисона, самостоятельно спел все песни, однако ни одна из песен в его исполнении не была включена в этот саундтрек.

## Список композиций
1. «The Movie» (с англ. — «Фильм»)† — 1:06
2. «Riders on the Storm» (с англ. — «Оседлавшие бурю») — 7:01
3. «Love Street» (с англ. — «Улица любви») — 2:48
4. «Break on Through (To the Other Side)» (с англ. — «Прорывайся (на другую сторону)») — 7:01
5. «The End» (с англ. — «Конец») — 11:42
6. «Light My Fire» (с англ. — «Зажги мой огонь») — 7:06
7. «Ghost Song» (с англ. — «Песнь призраков»)† — 2:55
8. «Roadhouse Blues» (с англ. — «Блюз придорожного трактира») — 5:20
9. «Heroin» (с англ. — «Героин»)‡ — 7:08
10. «Carmina Burana Introduction» (с англ. — «Кармина Бурана, вступление»)†† — 2:31
11. «Stoned Immaculate»† (с англ. — «Абсолютно обкуренные») — 1:34
12. «When the Music’s Over» — 10:56
13. «The Severed Garden (Adagio)» (с англ. — «Сад расставанья (адажио)»)† — 2:11
14. «L.A. Woman» (с англ. — «Женщина из Лос-Анджелеса») — 7:49

## Участники записи
- Джим Моррисон — вокал.
- Рэй Манзарек — клавишные.
- Робби Кригер — гитара.
- Джон Денсмор — ударные.

## Сертификации
| Регион | Сертификация | Продажи    |
| --- | ------------ | ---------- |
| США (RIAA) | Платиновый   | 1 000 000^ |
| Канада (Music Canada) | Платиновый   | 100 000^   |
| Бразилия (ABPD) | Золотой      | 100 000*   |
| Германия (BVMI) | Золотой      | 250 000^   |
| Швейцария (IFPI Switzerland)                                                                                             | Золотой      | 25 000^    |
| Великобритания (BPI) | Золотой      | 100 000^   |
| * Данные о продажах приведены только на основе сертификации. ^ Данные о тиражах приведены только на основе сертификации. |              |            |